# Agrochola pontica
Agrochola pontica är en fjärilsart som beskrevs av Otto Staudinger 1901. Agrochola pontica ingår i släktet Agrochola och familjen nattflyn. Inga underarter finns listade i Catalogue of Life.